# Dollar de l'Île-du-Prince-Édouard
Le dollar de l'Île-du-Prince-Édouard était une unité monétaire utilisée à l'Île-du-Prince-Édouard. Le dollar a remplacé la livre de l'Île-du-Prince-Édouard (en) en 1872 au taux de 1 livre = 4,866 dollars (l'équivalent du dollar canadien). Le dollar était subdivisé en 100 cents.

## Pièce
La pièce d'un cent est la seul valeur émise dans cette monnaie en 1871, l'Île-du-Prince-Édouard étant entrée dans la confédération canadienne deux ans plus tard. Les deux faces de la pièce ont été conçues par le graveur britannique Leonard Charles Wyon (en).
L'avers représente la reine Victoria, avec l'inscription « VICTORIA QUEEN ». Le revers montre le sceau de la colonie : un grand chêne, symbolisant l'Angleterre, abritant trois plus jeunes, qui symbolise les trois comtés de l'Île-du-Prince-Édouard. Sous le sceau on retrouve l'expression latine « PARVA SUB INGENTI »

## Billets de banque
| Valeur      | 1 $  | 2 $  | 5 $  | 10 $ | 20 $ |
| Date        | 1877 | 1877 | 1877 | 1872 | 1872 |
| Recto Verso |      |      |      |      |      |